# Vedène
Vedène – miejscowość i gmina we Francji, w regionie Prowansja-Alpy-Lazurowe Wybrzeże, w departamencie Vaucluse.
Według danych na rok 1990 gminę zamieszkiwało 6675 osób, a gęstość zaludnienia wynosiła 597 osób/km² (wśród 963 gmin regionu Prowansja-Alpy-W. Lazurowe Vedène plasuje się na 102. miejscu pod względem liczby ludności, natomiast pod względem powierzchni na miejscu 663.).